# Pseudoeucypris
Pseudoeucypris is een geslacht van kreeftachtigen uit de klasse van de Ostracoda (mosselkreeftjes).

## Soort
- Pseudoeucypris feilaishania Hu & Tao, 2008
- Pseudoeucypris pagei (Swain, 1956)[1]